# Kroměříž
Kroměříž (fonetikusan ˈkromɲɛr̝iːʃ, kiejtéseⓘ, németül: Kremsier; más néven Hanácké Athény, vagyis a Hana vidék Athénje), Zlín térségének megyei jogú városa. A Morva folyó partján fekszik, és közel 30 000 lakosa van. Területe 50,98 km². Postai irányítószáma 767 01. 1997-ben Csehország legszebb történelmi városává választották.

## Története
A várost Schauenburgi Brúnó olmützi püspök alapította 1260-ban. Az olmützi püspökök Kroměřížben építtették fel nyári rezidenciájukat, és az egyházmegye irányítását részben ide helyezték át. A harmincéves háború idején két egymást követő alkalommal (1643 és 1645) szenvedte el a város a svéd csapatok átvonulását és az azt követő pestist. Ugyanazon évszázad hatvanas éveiben II. Károly olmützi püspök elrendelte a város teljes felújítását. 1848-ban Kroměřížben tartotta ülését az alkotmányozó országgyűlés. Óriási kulturális jelentősége miatt kapta a Hanácké Athény (Hana vidék Áthénja) nevet, mivel a város a 17. század óta Haná és egész Közép-Morvaország kulturális centruma.

## Látnivalók
A város történelmi központja fennmaradt és a 20. században felújították. Ez a Főtér (Velké náměstí) és a mellette álló Érseki palota (Arcibiskupský zámek) területe. Ezt a területet a Virágoskerttel (Květná zahrada) és a Palotakerttel (Podzámecká zahrada) 1998-ban az UNESCO a világörökség részévé nyilvánította. Kroměřížben ezeken kívül három történelmi jelentőségű templom található:  a Szent Mór-templom (kostel sv. Mořice), a Keresztelő Szent János-templom (kostel sv. Jana Křtitele), és a Boldogságos Szűz Mária-templom (kostel Blahoslavené Panny Marie), ezen kívül érdekes a Szent Kereszt-kápolna (kaple svatého Kříže), a püspöki pénzverde, a bíborosi borpincék, a Kroměříž Múzeum, a Galerie Artuš stb. Kroměříž közelében látogatható egy nemzeti park, a Záhlinické rybníky (Iszapos halastavak).

## A város híres szülöttei
- Groll Adolf piarista szerzetes, győri püspök (1682-1743)
- Pokorny Hermann osztrák-magyar katona (1882-1960)
- Václav Talich karmester (1883-1961)
- Jaroslav Koutecký fizikus-kémikus professzor (1922-2005)
- Karel Kryl költő (1944-1994)
- Max Švabinský festő (1873-1962)
- Jindřich Spáčil
- Patrik Vrbovský (Rytmus) rapper (1977)

## Városrészei
(2001-es adatok.)
- Bílany (93 ház, 292 lakos)
- Drahlov (48 ház, 127 lakos)
- Hradisko (83 ház, 221 lakos)
- Kotojedy (52 ház, 126 lakos)
- Kroměříž (3 532 ház, 25 826 lakos)
- Postoupky (202 ház, 558 lakos)
- Těšnovice (137 ház, 412 lakos)
- Trávník (131 ház, 392 lakos)
- Vážany (289 ház, 1 128 lakos)
- Zlámanka (72 ház, 143 lakos)

## Népesség
A település népessége az elmúlt években az alábbi módon változott:
| Lakosok száma | 9918 | 17 509 | 20 767 | 20 560 | 28 967 | 28 967 | 29 002 | 28 620 | 27 838 | 27 917 |
|               | 1869 | 1900   | 1921   | 1961   | 1991   | 2012   | 2017   | 2020   | 2022   | 2025   |

## Fordítás
- Ez a szócikk részben vagy egészben  a   Kroměříž című cseh Wikipédia-szócikk fordításán alapul.  Az eredeti cikk szerkesztőit annak laptörténete sorolja fel. Ez a jelzés csupán a megfogalmazás eredetét és a szerzői jogokat jelzi, nem szolgál a cikkben szereplő információk forrásmegjelöléseként.